# Kim Nilsson
Kim Nilsson (ur. 4 lutego 1990 w Sztokholmie) – szwedzki żużlowiec.

## Życiorys
Brązowy medalista młodzieżowych indywidualnych mistrzostw Szwecji (2011). Czterokrotny medalista indywidualnych mistrzostw Szwecji : srebrny (2014) oraz trzykrotnie brązowy (2016, 2017, 2019). Srebrny medalista drużynowych mistrzostw Szwecji (2009). Brązowy medalista drużynowych mistrzostw Wielkiej Brytanii (2011).
Reprezentant Szwecji na arenie międzynarodowej. Trzykrotny medalista drużynowych mistrzostw świata juniorów: srebrny (Rye House 2010) oraz dwukrotnie brązowy (Holsted 2008, Gorzów Wielkopolski 2009). Dwukrotny finalista indywidualnych mistrzostw Europy juniorów (Stralsund 2008 – IX miejsce, Tarnów 2009 – XIV miejsce). Uczestnik turnieju o Grand Prix Skandynawii (Sztokholm 2013, jako zawodnik z dziką kartą – XVI miejsce).
W lidze szwedzkiej reprezentował barwy klubów: Bajen Speedway Sztokholm (2006), Eldarna Sztokholm (2006), Hammerby Sztokholm (2007–2008), Griparna Nyköping (2008–2010), Vargarna Norrköping (2009–2011) oraz Rospiggarna Hallstavik (2011–2013), natomiast w brytyjskiej – Newport Wasps (2010–2011), Lakeside Hammers (2011–2013) oraz Eastbourne Eagles (2013).
W lidze polskiej reprezentant klubu Unia Tarnów (2020).

## Życie prywatne
Syn Tommy'ego Nilssona, również żużlowca.

## Starty w Grand Prix (Indywidualnych Mistrzostwach Świata na Żużlu)

### Punkty w poszczególnych zawodachGrand Prix
| Sezon 2012                   |                       |                        |                       |                                 |                                 |                                 |                                 |                                 |                          |                          |                          |                   |         |         |         |         |         |         |         |         |         |        |        |        |        |        |        |        |        |        |        |        |    |
| GP Nowej Zelandii – Auckland | GP Europy – Leszno    | GP Czech – Praga       | GP Szwecji – Göteborg | GP Danii – Kopenhaga            | GP Polski – Gorzów Wielkopolski | GP Chorwacji – Gorican          | GP Włoch – Terenzano            | GP Wielkiej Brytanii – Cardiff  | GP Skandynawii – Målilla | GP Nordyckie – Vojens    | GP Polski – Toruń        | miejsce           | miejsce | miejsce | miejsce | miejsce | miejsce | miejsce | miejsce | miejsce | miejsce | punkty | punkty | punkty | punkty | punkty | punkty | punkty | punkty | punkty | punkty |        |    |
| –                            | –                     | –                      | –                     | –                               | –                               | –                               | –                               | –                               | 0                        | –                        | –                        | 30                | 30      | 30      | 30      | 30      | 30      | 30      | 30      | 30      | 30      | 0      | 0      | 0      | 0      | 0      | 0      | 0      | 0      | 0      | 0      |        |    |
| Sezon 2013                   |                       |                        |                       |                                 |                                 |                                 |                                 |                                 |                          |                          |                          |                   |         |         |         |         |         |         |         |         |         |        |        |        |        |        |        |        |        |        |        |        |    |
| GP Nowej Zelandii – Auckland | GP Europy – Bydgoszcz | GP Szwecji – Göteborg  | GP Czech – Praga      | GP Wielkiej Brytanii – Cardiff  | GP Polski – Gorzów Wielkopolski | GP Danii – Kopenhaga            | GP Włoch – Terenzano            | GP Łotwy – Dyneburg             | GP Słowenii – Krško      | GP Skandynawii – Solna   | GP Polski – Toruń        | miejsce           | miejsce | miejsce | miejsce | miejsce | miejsce | miejsce | miejsce | miejsce | miejsce | punkty | punkty | punkty | punkty | punkty | punkty | punkty | punkty | punkty | punkty |        |    |
| –                            | –                     | –                      | –                     | –                               | –                               | –                               | –                               | –                               | –                        | 2                        | –                        | 28                | 28      | 28      | 28      | 28      | 28      | 28      | 28      | 28      | 28      | 2      | 2      | 2      | 2      | 2      | 2      | 2      | 2      | 2      | 2      |        |    |
| Sezon 2014                   |                       |                        |                       |                                 |                                 |                                 |                                 |                                 |                          |                          |                          |                   |         |         |         |         |         |         |         |         |         |        |        |        |        |        |        |        |        |        |        |        |    |
| GP Nowej Zelandii – Auckland | GP Europy – Bydgoszcz | GP Finlandii – Tampere | GP Czech – Praga      | GP Szwecji – Målilla            | GP Danii – Kopenhaga            | GP Wielkiej Brytanii – Cardiff  | GP Łotwy – Dyneburg             | GP Polski – Gorzów Wielkopolski | GP Nordyckie – Vojens    | GP Skandynawii – Solna   | GP Polski – Toruń        | miejsce           | miejsce | miejsce | miejsce | miejsce | miejsce | miejsce | miejsce | miejsce | miejsce | punkty | punkty | punkty | punkty | punkty | punkty | punkty | punkty | punkty | punkty |        |    |
| –                            | –                     | –                      | –                     | –                               | –                               | –                               | –                               | –                               | –                        | 3                        | –                        | 28                | 28      | 28      | 28      | 28      | 28      | 28      | 28      | 28      | 28      | 3      | 3      | 3      | 3      | 3      | 3      | 3      | 3      | 3      | 3      |        |    |
| Sezon 2016                   |                       |                        |                       |                                 |                                 |                                 |                                 |                                 |                          |                          |                          |                   |         |         |         |         |         |         |         |         |         |        |        |        |        |        |        |        |        |        |        |        |    |
| GP Słowenii – Krško          | GP Polski – Warszawa  | GP Danii – Horsens     | GP Czech – Praga      | GP Wielkiej Brytanii – Cardiff  | GP Szwecji – Målilla            | GP Polski – Gorzów Wielkopolski | GP Niemiec – Teterow            | GP Sztokholmu – Solna           | GP Polski – Toruń        | GP Australii – Melbourne | miejsce                  | miejsce           | miejsce | miejsce | miejsce | miejsce | miejsce | miejsce | miejsce | miejsce | miejsce | punkty | punkty | punkty | punkty | punkty | punkty | punkty | punkty | punkty | punkty | punkty |    |
| –                            | –                     | –                      | –                     | –                               | –                               | –                               | –                               | 5                               | –                        | –                        | 22                       | 22                | 22      | 22      | 22      | 22      | 22      | 22      | 22      | 22      | 22      | 5      | 5      | 5      | 5      | 5      | 5      | 5      | 5      | 5      | 5      | 5      |    |
| Sezon 2017                   |                       |                        |                       |                                 |                                 |                                 |                                 |                                 |                          |                          |                          |                   |         |         |         |         |         |         |         |         |         |        |        |        |        |        |        |        |        |        |        |        |    |
| GP Słowenii – Krško          | GP Polski – Warszawa  | GP Łotwy – Dyneburg    | GP Czech – Praga      | GP Danii – Horsens              | GP Wielkiej Brytanii – Cardiff  | GP Szwecji – Målilla            | GP Polski – Gorzów Wielkopolski | GP Niemiec – Teterow            | GP Sztokholmu – Solna    | GP Polski – Toruń        | GP Australii – Melbourne | miejsce           | miejsce | miejsce | miejsce | miejsce | miejsce | miejsce | miejsce | miejsce | miejsce | punkty | punkty | punkty | punkty | punkty | punkty | punkty | punkty | punkty | punkty |        |    |
| –                            | –                     | –                      | –                     | –                               | –                               | –                               | –                               | –                               | 2                        | –                        | –                        | 32                | 32      | 32      | 32      | 32      | 32      | 32      | 32      | 32      | 32      | 2      | 2      | 2      | 2      | 2      | 2      | 2      | 2      | 2      | 2      |        |    |
| Sezon 2023                   |                       |                        |                       |                                 |                                 |                                 |                                 |                                 |                          |                          |                          |                   |         |         |         |         |         |         |         |         |         |        |        |        |        |        |        |        |        |        |        |        |    |
| GP Chorwacji – Goričan       | GP Polski – Warszawa  | GP Czech – Praga       | GP Niemiec – Teterow  | GP Polski – Gorzów Wielkopolski | GP Szwecji – Målilla            | GP Łotwy – Ryga                 | GP Wielkiej Brytanii – Cardiff  | GP Danii – Vojens               | GP Polski – Toruń        | miejsce                  | miejsce                  | miejsce           | miejsce | miejsce | miejsce | miejsce | miejsce | miejsce | miejsce | punkty  | punkty  | punkty | punkty | punkty | punkty | punkty | punkty | punkty | punkty |        |        |        |    |
| 2                            | 2                     | 2                      | 14                    | 2                               | –                               | 3                               | 11                              | 7                               | 1                        | 13                       | 13                       | 13                | 13      | 13      | 13      | 13      | 13      | 13      | 13      | 13      | 13      | 44     | 44     | 44     | 44     | 44     | 44     | 44     | 44     | 44     | 44     | 44     | 44 |
| Sezon 2024                   |                       |                        |                       |                                 |                                 |                                 |                                 |                                 |                          |                          |                          |                   |         |         |         |         |         |         |         |         |         |        |        |        |        |        |        |        |        |        |        |        |    |
| GP Chorwacji – Goričan       | Sprint – Warszawa     | GP Polski – Warszawa   | GP Niemiec – Landshut | GP Czech – Praga                | GP Szwecji – Målilla            | GP Polski – Gorzów Wielkopolski | Sprint – Cardiff                | GP Wielkiej Brytanii – Cardiff  | GP Polski – Wrocław      | GP Łotwy – Ryga          | GP Danii – Vojens        | GP Polski – Toruń | miejsce | miejsce | miejsce | miejsce | miejsce | miejsce | miejsce | miejsce | punkty  | punkty | punkty | punkty | punkty | punkty | punkty | punkty |        |        |        |        |    |
| –                            | –                     | –                      | –                     | –                               | 1                               | –                               | –                               | –                               | –                        | –                        | 6                        | 1                 | 20      | 20      | 20      | 20      | 20      | 20      | 20      | 20      | 8       | 8      | 8      | 8      | 8      | 8      | 8      | 8      |        |        |        |        |    |

| Statystyki        | Statystyki |
| ----------------- | ---------- |
| Starty            | 18         |
| Zwycięstwa        | 0          |
| Miejsca na podium | 0          |
| Finalista         | 1          |
| Punkty            | 64         |